# بزرگراه شهید همت

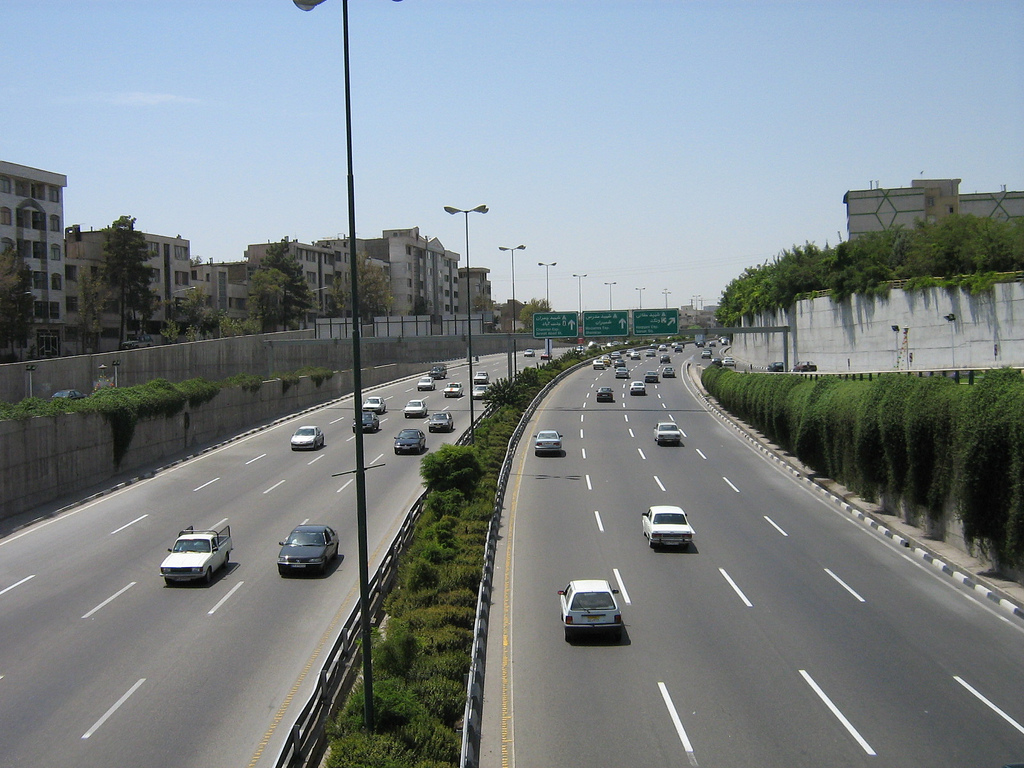
نمایی از بزرگراه شهید همت

بزرگ‌راه شهيد همت با نام پیشین بزرگ‌راه شمال عباس‌آباد و با شماره بزرگ‌راه ۱۴ تهران یکی از بزرگراه‌های تهران است. این بزرگ‌راه اصلی‌ترین راه ارتباطی وسایل نقلیه موتوری شرق به غرب و غرب به شرق تهران است.
لازم‌ به ذکر است که بخش‌هایی از این بزرگ‌راه قبل از انقلاب ساخته شده‌بود. بخش دردست ساخت از توانیر به‌سمت شرق به‌نام اتوبان ۷۶متری شمال شهستان و بعد از انقلاب به‌نام بزرگ‌راه ۷۶متری شمال عباس‌آباد نام‌گذاری شده‌بود.
بزرگ‌راه شهید همت از سمت شرق به بزرگ‌راه زین الدین و بزرگ‌راه امام علی رسیده و در ادامه پس از عبور از چندین بزرگ‌راه و خیابان اصلی، در نهایت به تقاطع چندطبقه سه‌راه آزمایش می‌رسد. بزرگ‌راه در غرب به بزرگ‌راه خرازی رسیده و در آزادراه شهدای البرز-جاده چالوس ادامه دارد.۳۵°۴۵′۳۳″شمالی ۵۱°۱۰′۳۴″شرقی / ۳۵٫۷۵۹۰۵°شمالی ۵۱٫۱۷۶۰۳۳°شرقی
برای کاهش ترافیک سنگین این بزرگ‌راه، راه‌های مختلفی ارائه شده‌است که بیش‌تر آنها، تغییر در برنامه‌ریزی ترافیک و طرح هندسی قسمت‌های مختلف منتهی به این بزرگ‌راه به‌ویژه رمپ و لوپ‌های ورودی و خروجی به‌آن است.

## تقاطع‌ها
| از شرق به غرب          | از شرق به غرب                                              | از شرق به غرب |
| ---------------------- | ---------------------------------------------------------- | ------------- |
|                        | بزرگراه زین‌الدین                                           |               |
| سه راه ضرابخانه        | خیابان شریعتی خیابان پاسداران                              |               |
|                        | بزرگراه حقانی                                              |               |
| ایستگاه متروی شهید همت |                                                            |               |
| پل فجر                 | بزرگراه مدرس                                               |               |
| پل ابریشم              |                                                            |               |
|                        | بلوار نلسون ماندلا                                         |               |
| پل توانیر              | خیابان عباسپور (توانیر)                                    |               |
|                        | بزرگراه کردستان                                            |               |
|                        | خیابان شیخ بهایی                                           |               |
|                        | بزرگراه چمران                                              |               |
|                        | بزرگراه شیخ فضل‌الله نوری ورودی جنوبی برج میلاد             |               |
|                        | پارک پردیسان                                               |               |
|                        | بزرگراه یادگار امام                                        |               |
|                        | بزرگراه اشرفی اصفهانی                                      |               |
|                        | بزرگراه ستاری                                              |               |
|                        | بلوار پژوهنده بلوار کبیری طامه                             |               |
|                        | بلوار جنت آباد                                             |               |
|                        | بزرگراه باکری                                              |               |
|                        | خیابان شهران                                               |               |
| ایستگاه متروی شهران    |                                                            |               |
|                        | بلوار آیت‌الله کاشانی                                       |               |
|                        | بلوار دهکده المپیک                                         |               |
|                        | بزرگراه خرازی بزرگراه آیت‌الله مهدوی کنی آزادراه تهران-شمال |               |
| از غرب به شرق          |                                                            |               |

## نگارخانه

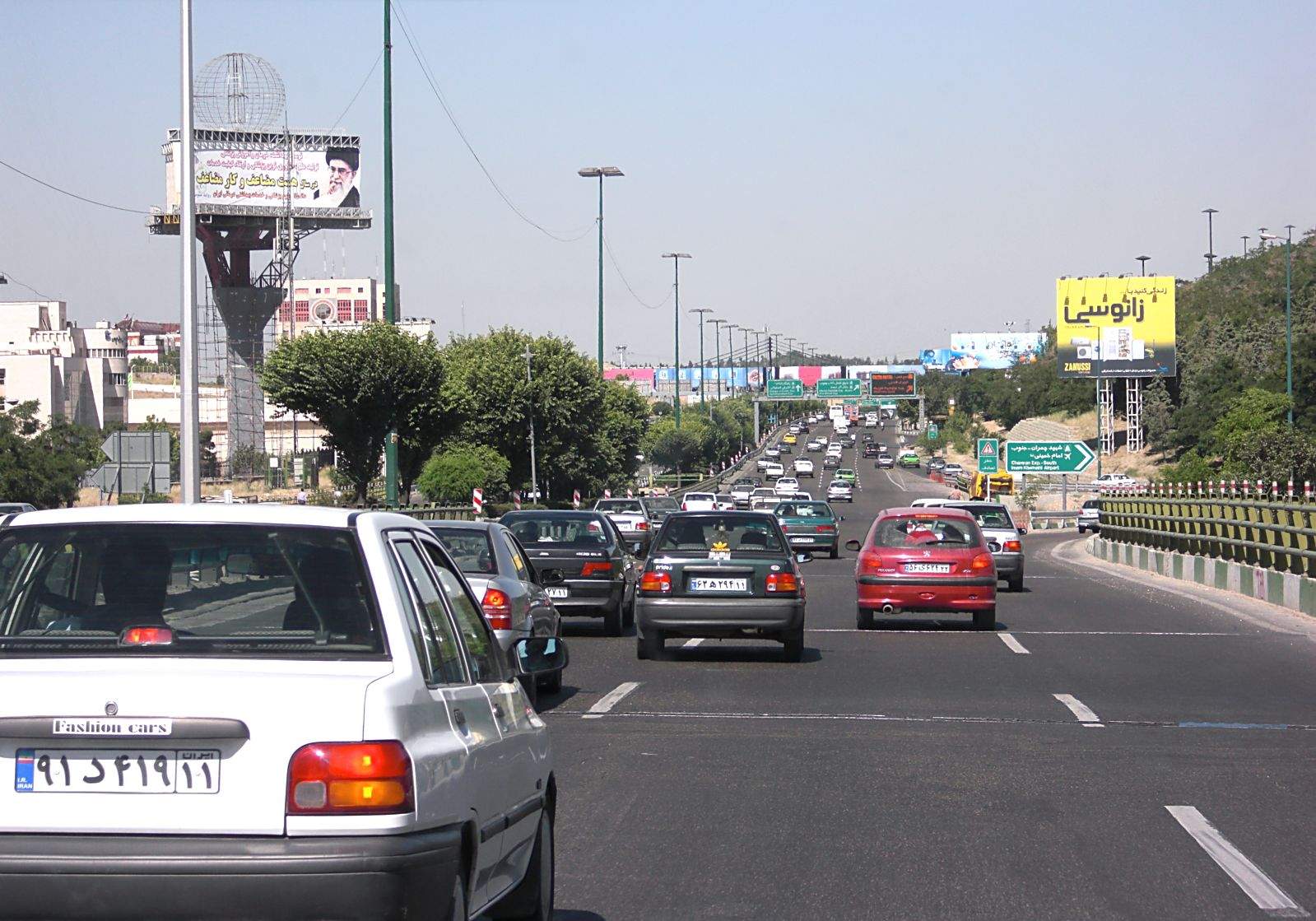
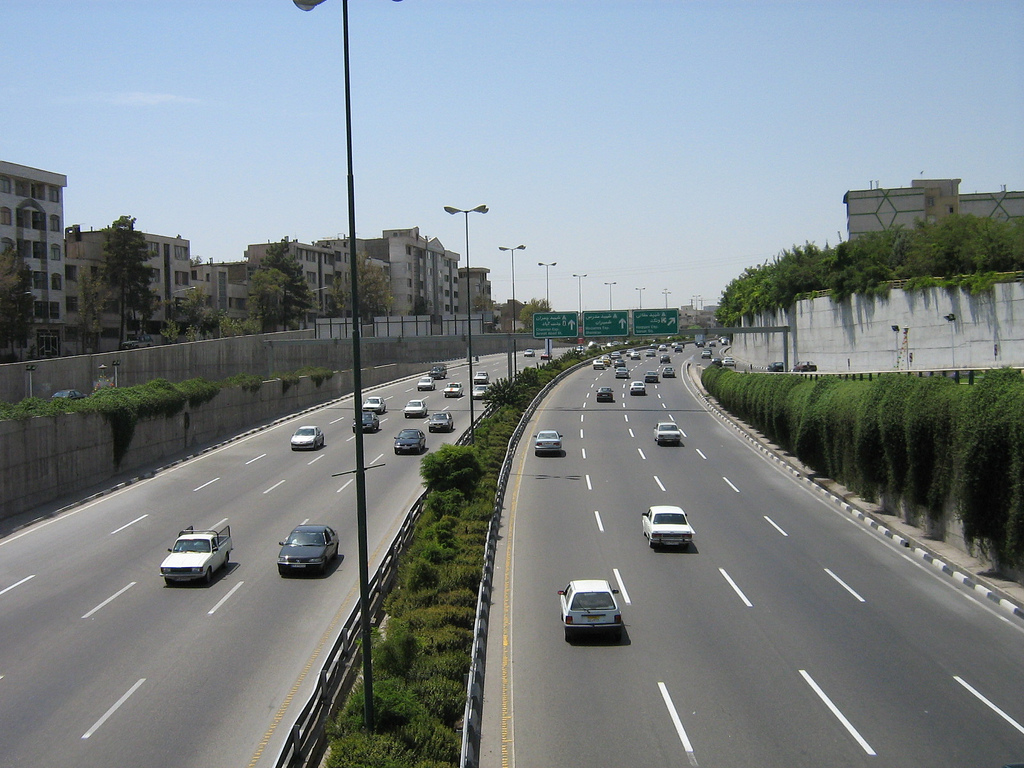
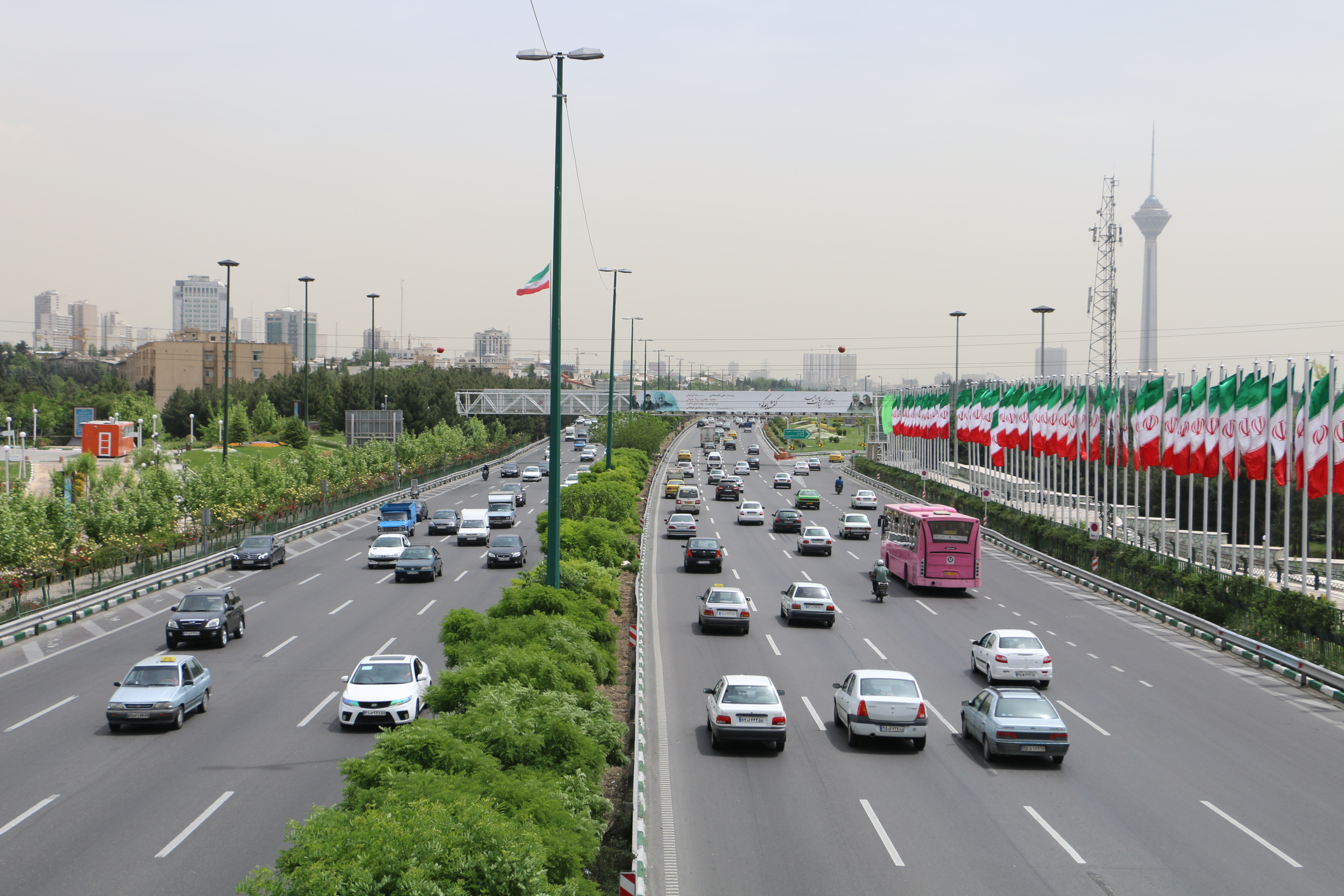
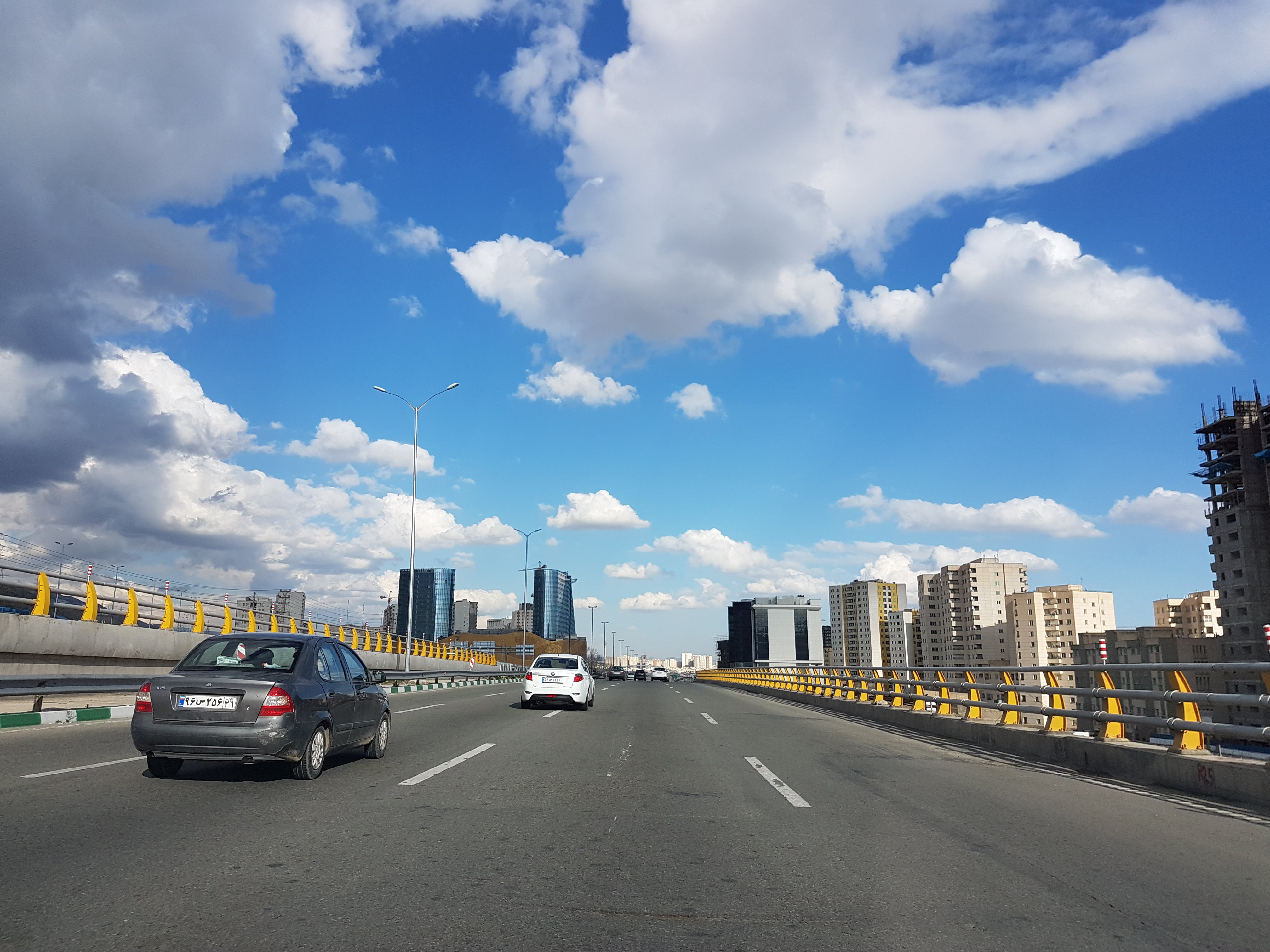
ادامه غربی بزرگراه شهید همت (بزرگراه شهيد خرازی)
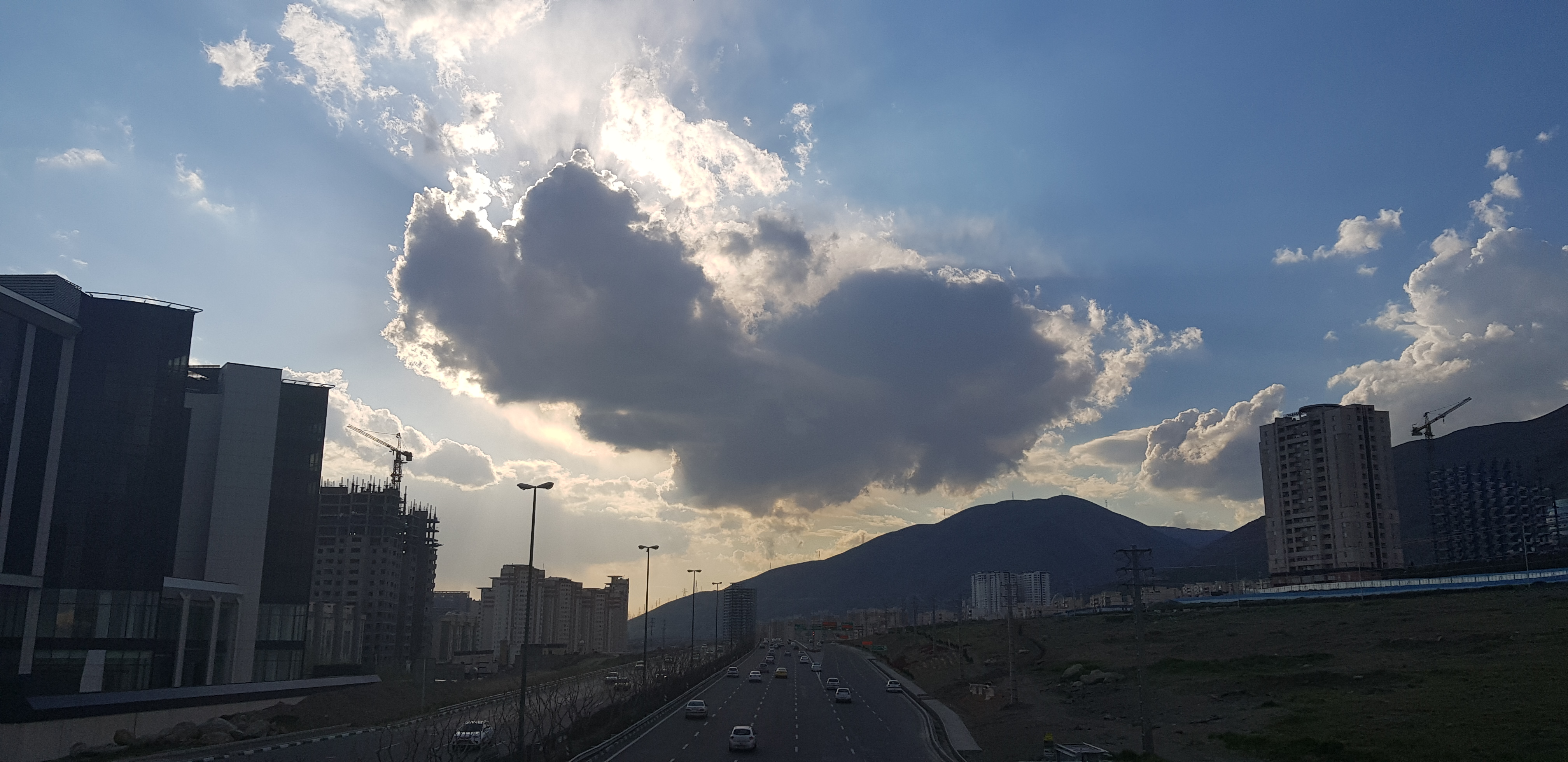
بزرگراه شهید همت غرب